# Горбацевичский сельсовет
Горбаце́вичский сельсовет (бел. Гарбацэ́віцкі сельсавет) — административно-территориальная единица Бобруйского района Могилёвской области Республики Беларусь.

## Географическое положение
Расположен на северо-западе Бобруйского района Могилёвской области. Расстояние от центра сельсовета до районного центра — Бобруйска — 15 км.

## История
Горбацевичский сельский Совет с центром в д. Горбацевичи.
Названия:
- Горбацевичский сельский Совет депутатов трудящихся
- с 7.10.1977 — Горбацевичский сельский Совет народных депутатов
- с 15.3.1994 — Горбацевичский сельский Совет депутатов[1].

Административная подчинённость:
- в Бобруйском районе[1].

Расширен 20 ноября 2013 года за счёт населённых пунктов, переданных из состава упразднённых Гороховского и Осовского сельсоветов.

## Население
- 1999 год — 1598 человек
- 2010 год — 1260 человек
- 2012 год — 1242 человека, 562 домашних хозяйства

## Производственная сфера
- ОАО «Агрокомбинат „Бобруйский“»

## Социально-культурная сфера
- Горбацевичская средняя школа
- Учреждение дошкольного образования — Детский сад д. Горбацевичи
- Горбацевичский фельдшерско-акушерский пункт и Богушовский фельдшерско-акушерский пункт
- Сельский дом культуры аг. Горбацевичи и сельский клуб д. Богушовка
- Почтовое отделения связи аг. Горбацевичи

## Состав
Включает населённые пункты:
- Банёвка — деревня.
- Банёвка — деревня[К 1].
- Барановичи 1 — деревня[К 1].
- Барановичи 3 — деревня[К 1].
- Барсуки — деревня.
- Бобовье — деревня[К 1].
- Богуславка — деревня.
- Богушовка — деревня.
- Борок — деревня.
- Брожка — деревня.
- Буда — деревня.
- Горбацевичи — агрогородок.
- Гороховка — деревня[К 2].
- Двор Горбацевичи — хутор.
- Емельянов Мост — деревня.
- Заглубокое — деревня.
- Заречье — деревня[К 1].
- Калиновка — деревня.
- Крушинка — деревня.
- Лагодовка — деревня[К 2].
- Ленина — посёлок.
- Макаровка — деревня[К 2].
- Мартыновка — деревня[К 2].
- Маяк — деревня.
- Михайловка — деревня.
- Михайловщина — деревня[К 1].
- Мочулки — деревня[К 2].
- Обча — деревня.
- Околица — деревня[К 2].
- Осово — деревня[К 1].
- Островы — деревня[К 2].
- Отрошковичи — деревня.
- Петровичи — деревня[К 2].
- Побоковичи — деревня.
- Прогресс — деревня[К 1].
- Рогали — деревня.
- Рогоселье — деревня[К 2].
- Слобода Богушовка — деревня.
- Спорное — деревня[К 2].
- Станы — деревня.
- Старинки — деревня[К 1].
- Ясень-Каменка — деревня[К 1].

## Комментарии
1. 1 2 3 4 5 6 7 8 9 10  Передана 20.11.2013 из состава упразднённого Осовского сельсовета[2].
2. 1 2 3 4 5 6 7 8 9 10  Передана 20.11.2013 из состава упразднённого Гороховского сельсовета[2].